# پارک آبی وایلد وادی
وایلد وادی (به انگلیسی: Wild Wadi، به معنی: رودخانهٔ وحشی) نام پارک آبی است که در کشور امارات متحده عربی، شهر دبی و در خیابان جمیرا در کنار هتل برج العرب و هتل جمیرا بیچ واقع شده‌است. این پارک روباز با امکان سرد و گرم کردن آب در فصل‌های مختلف و داشتن سرسره‌های زیاد و دو ماشین موج سواری مصنوعی و بزرگ‌ترین و دومین سرسرهٔ آبی جهان در خارج از ایالات متحده آمریکا به معروفیت زیادی رسیده‌است. یکی دیگر از ویژگی‌های پارک داشتن آبشاری ۱۸ متری (۵۹ فوت) در جلوی در ورودی است. این پارک همچنین دارای ۲ فروشگاه و ۳ رستوران است.

## بازی‌ها
جمیرا اِسکِرا (Jumeirah Sceirah): دومین سرسره آبی بلند خارج از ایالات متحده است. ارتفاع این سرسره ۳۳ متر (۱۰۸ فوت) و سرعت آن ۸۰ کیلومتر بر ساعت (۵۰ مایل) است.
جوها (Juha’s Dhow and Lagoon): محل بازی‌ای برای کودکان در وایلد وادی، که بیش از ۱۰۰ نوع بازی آبی دارد.
برج سورج (Burj Surj): در این بازی با تیوب‌های چند نفره، بارها و بارها می‌چرخید و در نهایت به استخری بزرگ پرتاب می‌شوید.
Breakers Bay: بزرگ‌ترین استخر موج‌دار خاورمیانه که موج‌هایی با ارتفاع ۱٫۵ متر در ۵ شکل مختلف ایجاد می‌کند.
Juha's Journey: رودخانه‌ای به طول ۳۶۰ متر که مردم می‌توانند در آن بر روی تویوپ‌های مخصوص شناور باشند.
Master Blaster: در این بازی، مردم به صورت یک‌نفره یا دو نفره بر روی تویوپ‌های مخصوص می‌نشینند و با موتوهای جت پمپاژ آب به بالا هل داده می‌شوند.
تنتروم اَلی (Tantrum Alley): این سرسره دارای ۳ گرداب هیجان انگیز است.

## نگارخانه

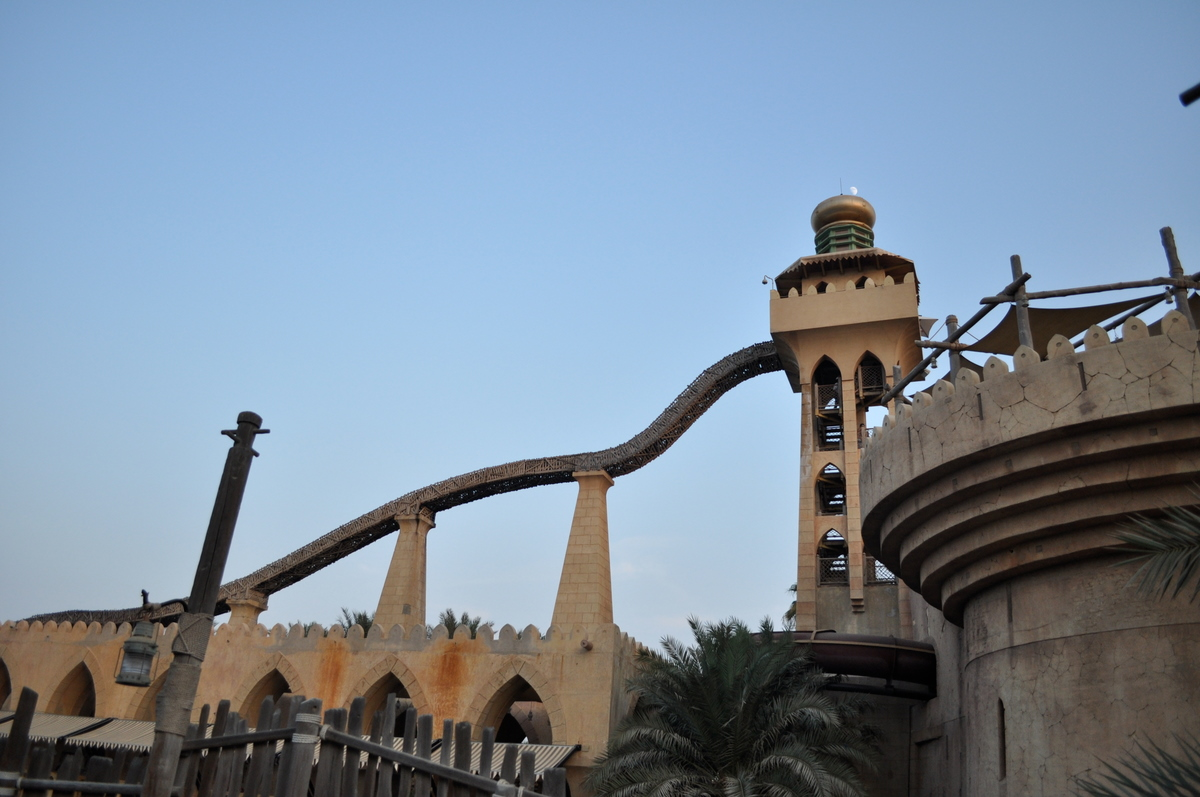
نمایی از بلندترین سرسرهٔ آبی خارج از آمریکا (جمیرا اِسکِرا)
نمایی از بلندترین سرسرهٔ آبی خارج از آمریکا (جمیرا اِسکِرا)
بازی Master Blaster
یکی از ماشین‌های موج سواری
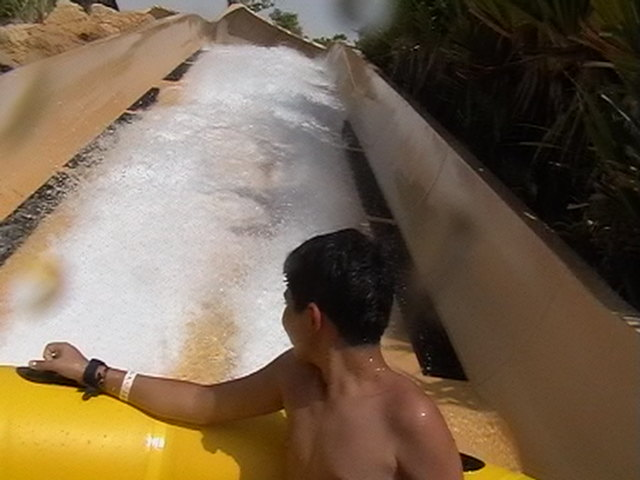
سرسره‌ی خانواده
نمایی از هتل برج العرب از داخل پارک
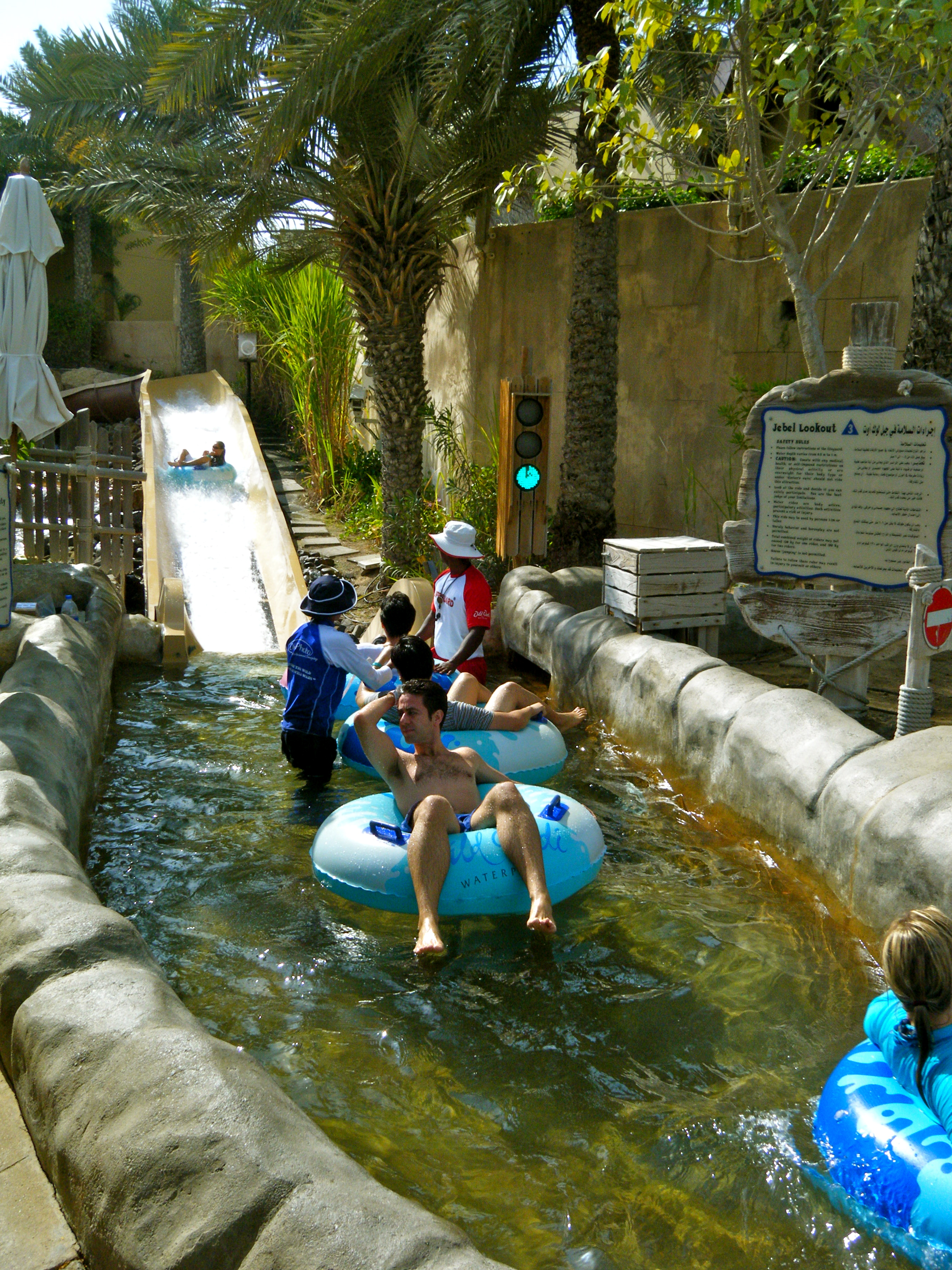
بازی Master Blaster
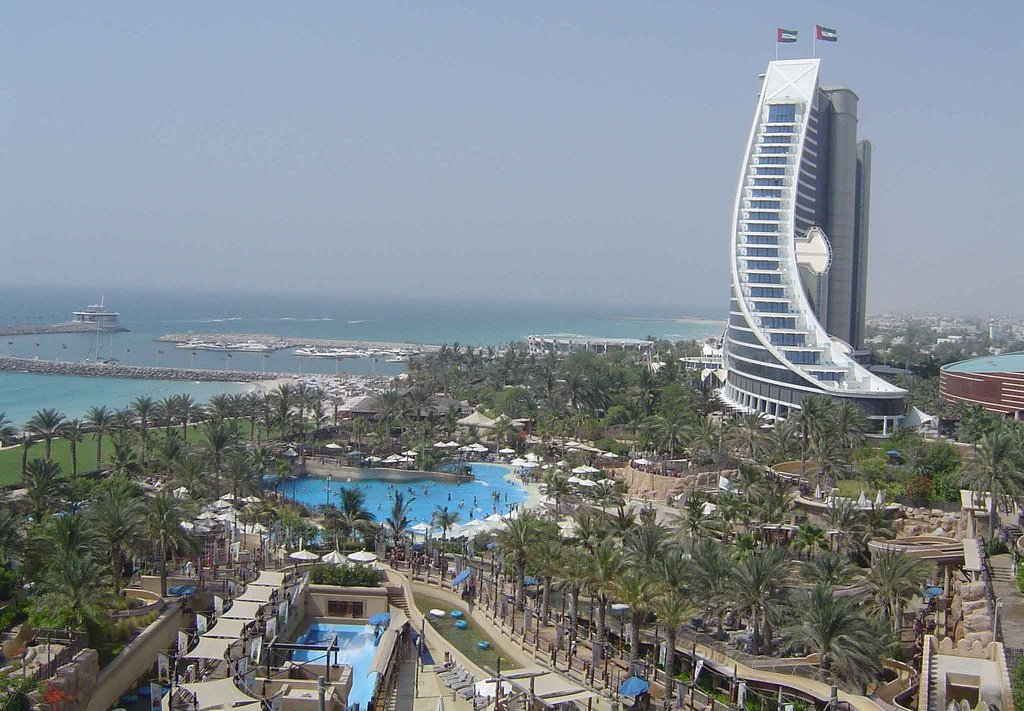
نمایی از پارک و هتل جمیرا پیچ
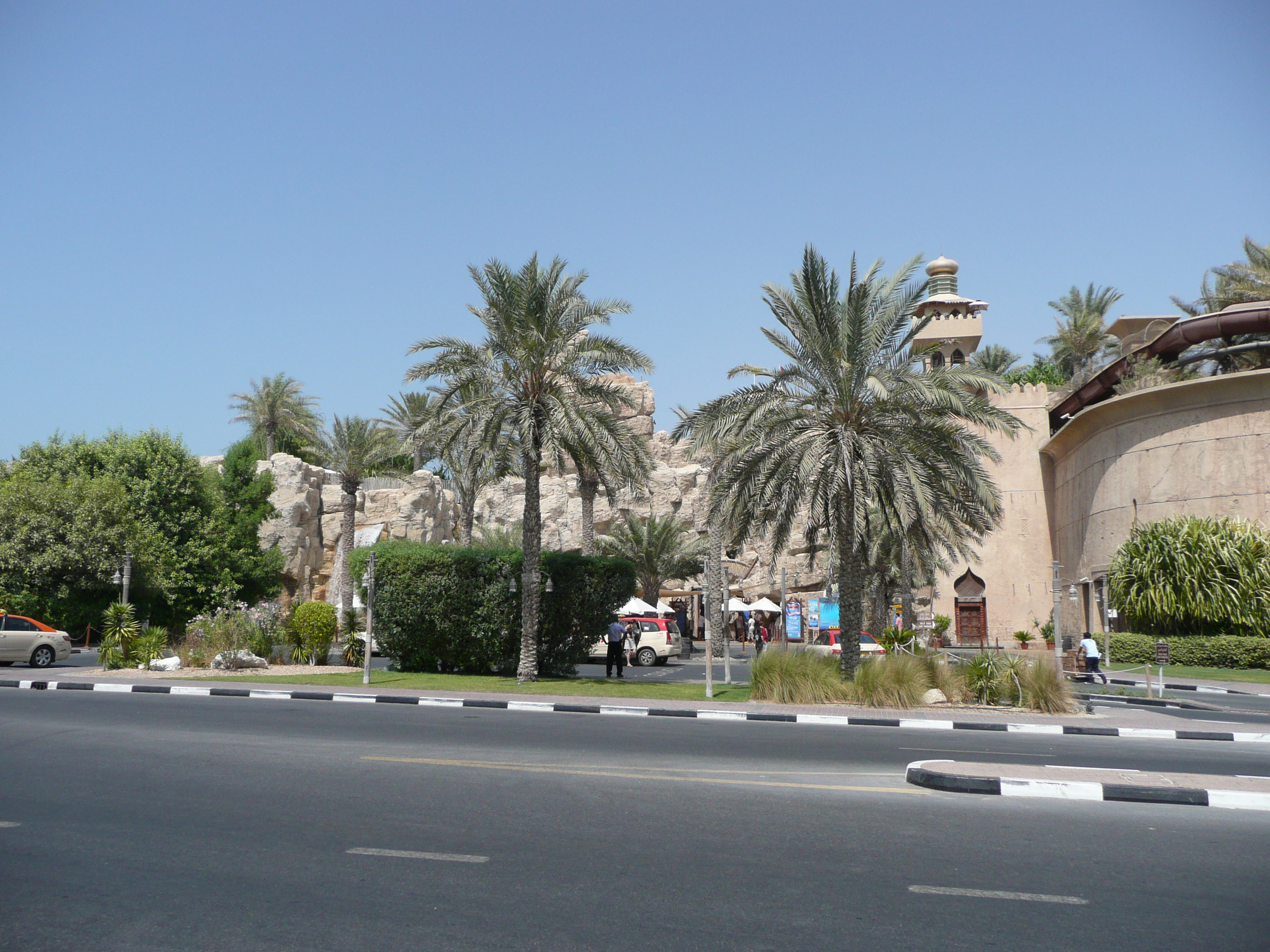
وایلد وادی از داخل خیابان جمیرا
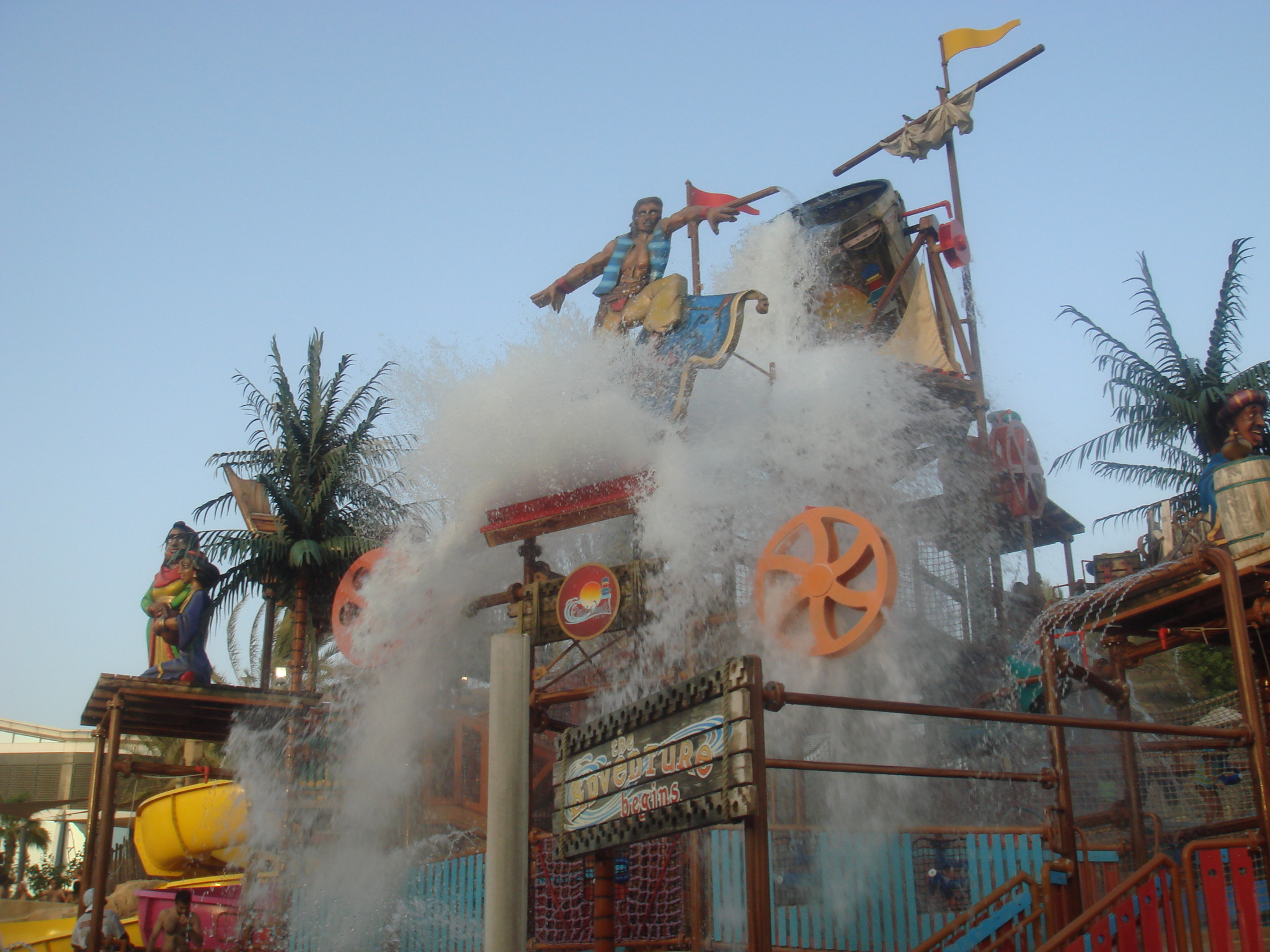
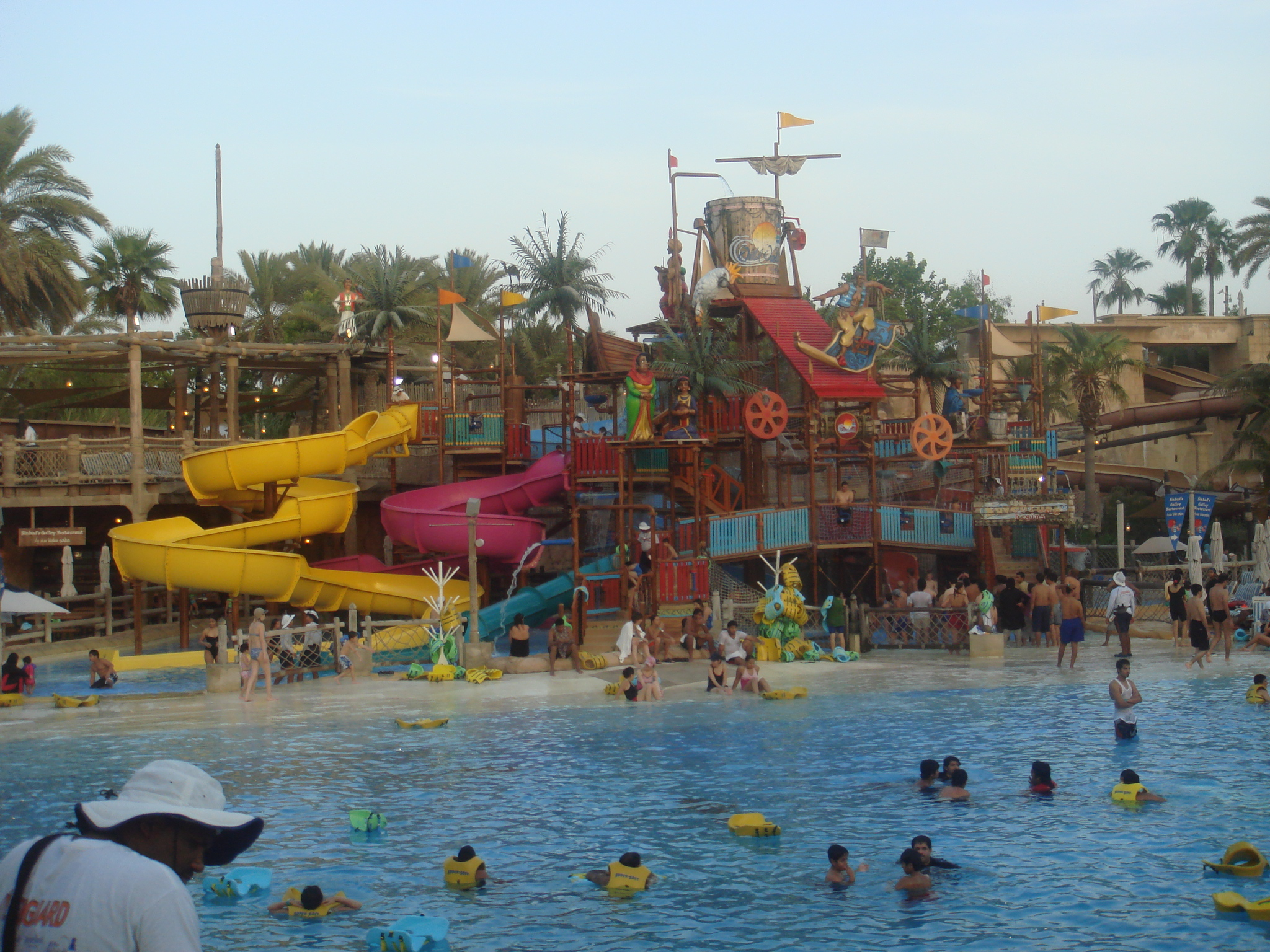
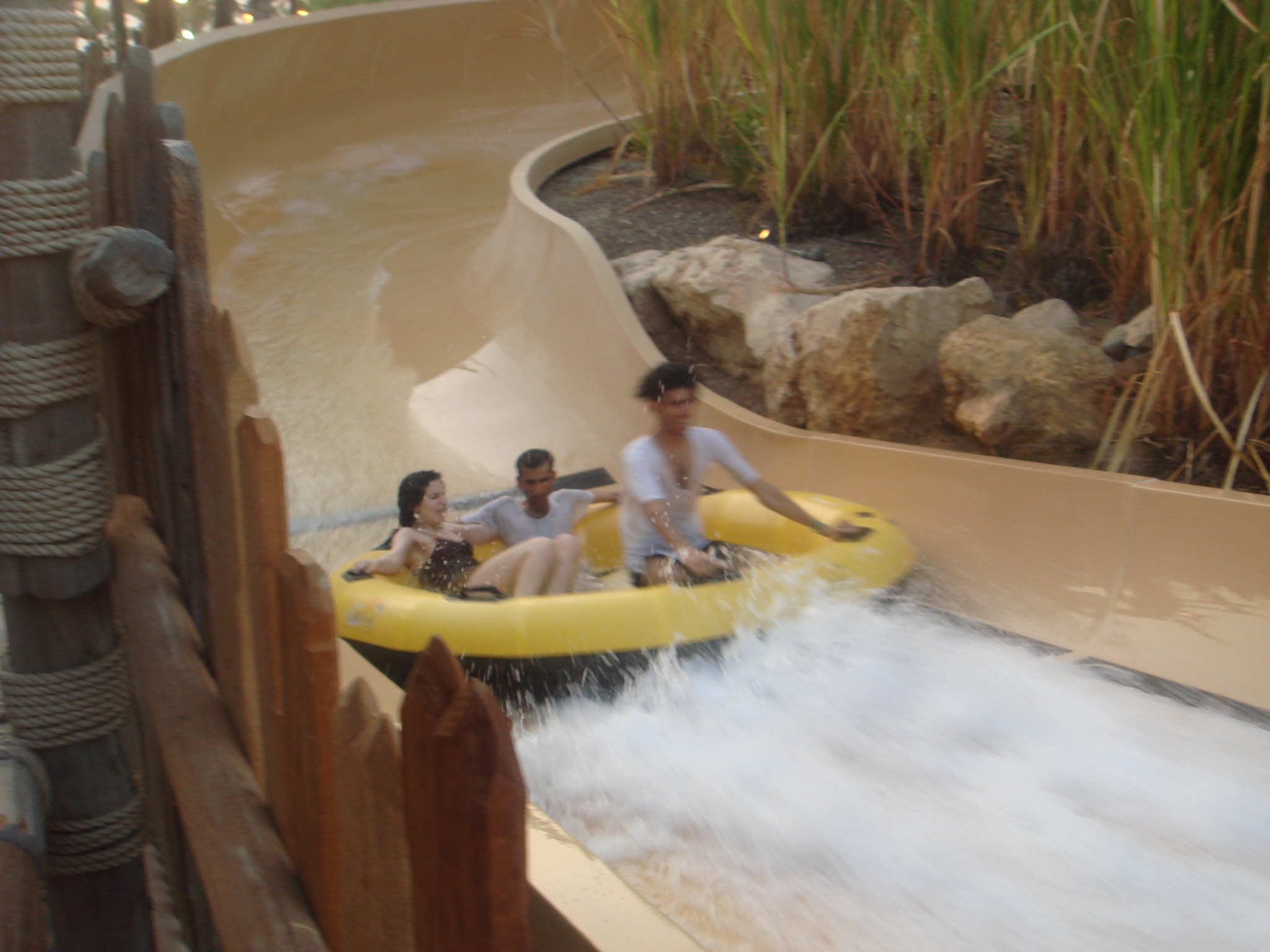
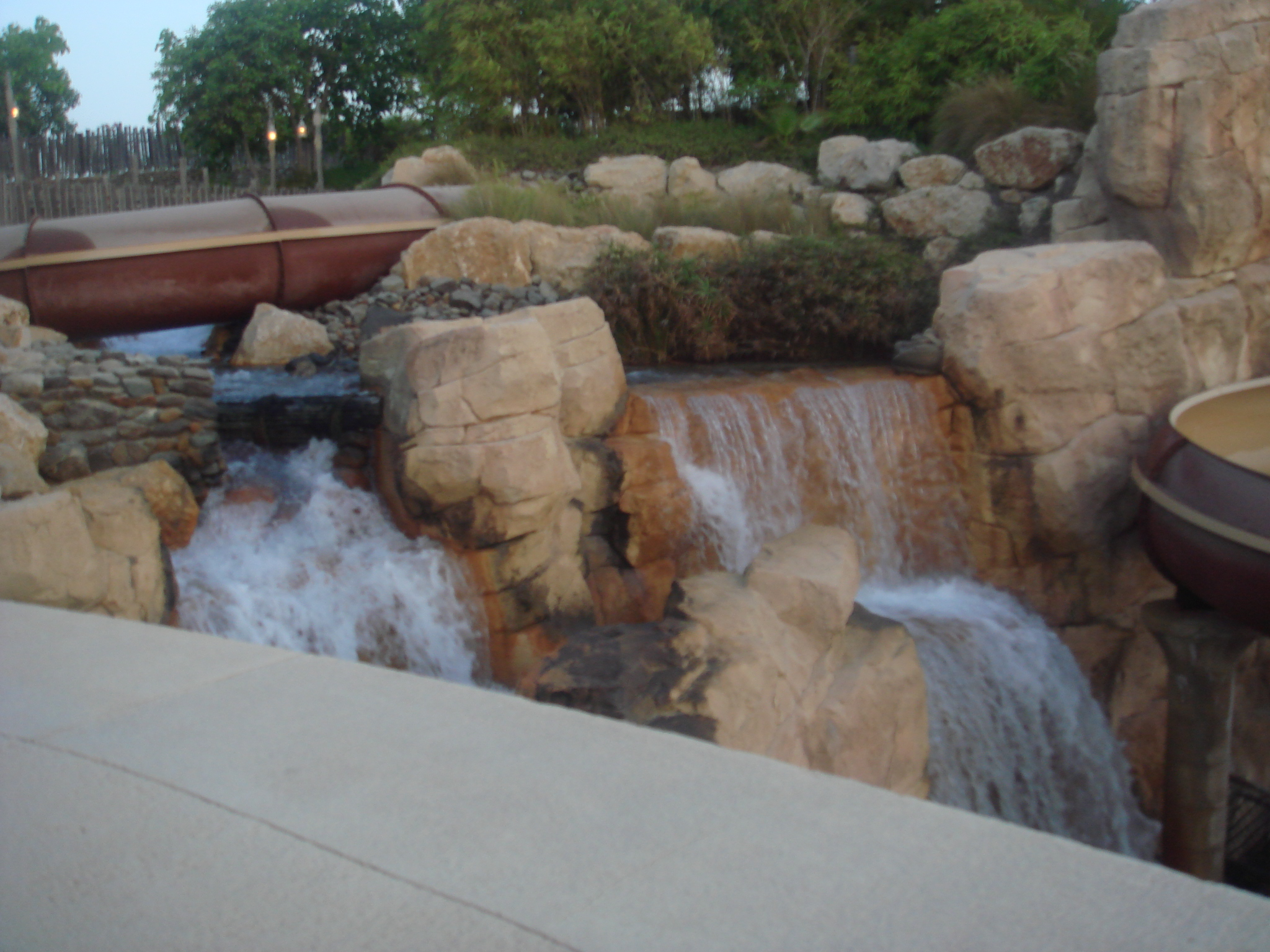
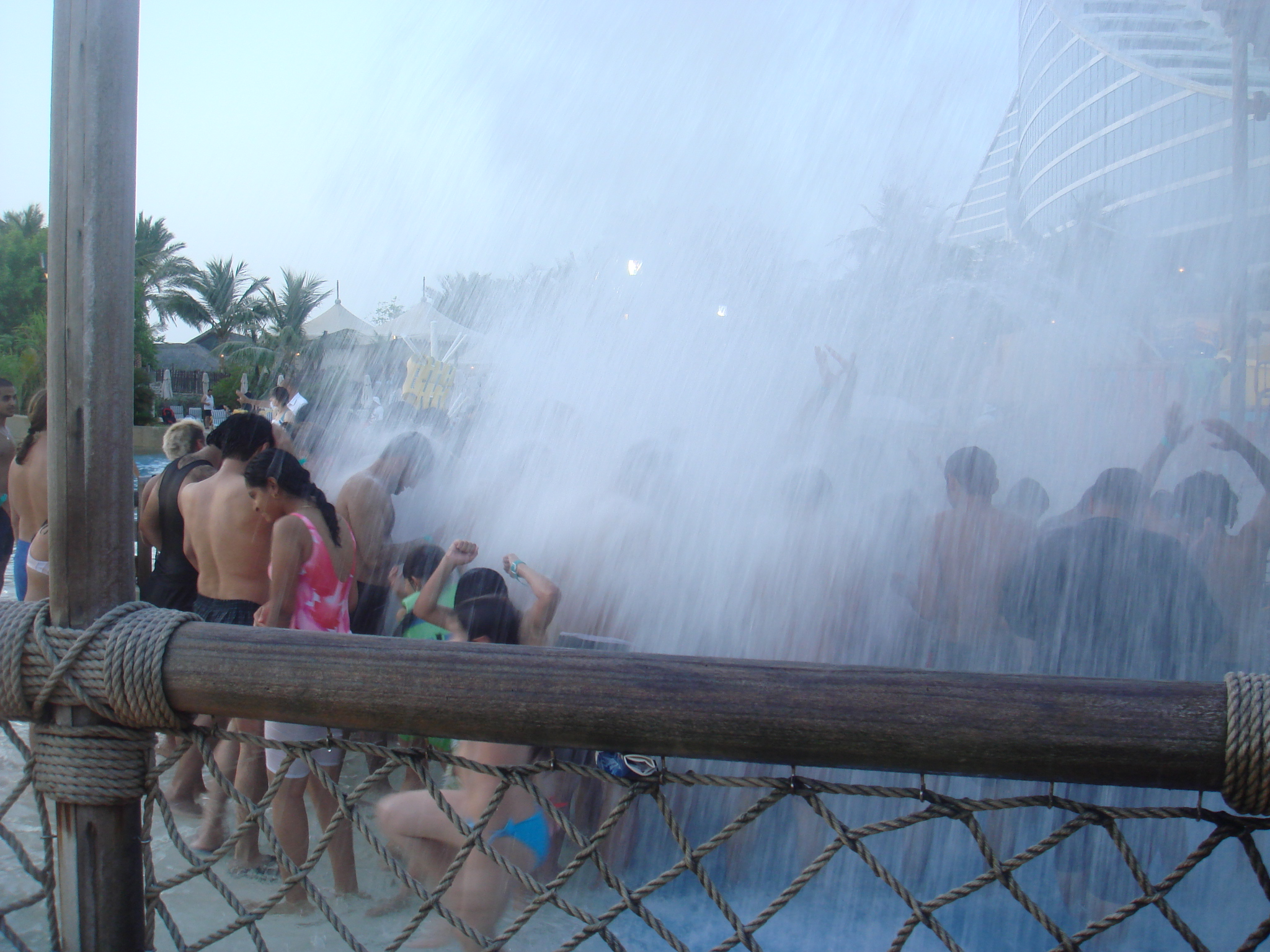